# Dream Corp LLC
Dream Corp LLC è una serie televisiva statunitense del 2016, creata da Daniel Stessen.
Ambientata in una fatiscente struttura di terapia dei sogni situata all'interno di un centro commerciale, ogni episodio della serie vede un paziente diverso che viene registrato, analizzato e, se necessario, "operato" dal Dott. Roberts e il suo staff.
La serie è stata trasmessa per la prima volta negli Stati Uniti su Adult Swim dal 23 ottobre 2016 al 23 novembre 2020, per un totale di 28 episodi ripartiti su tre stagioni.
Il 15 luglio 2022, l'attore Jon Gries ha confermato la cancellazione della serie, rivelando che è stata venduta a Hulu. Un revival è attualmente in lavorazione.

## Trama
La serie è ambientata in un centro di riabilitazione. I pazienti che risiedono nella struttura vengono registrati e analizzati secondo i propri sogni dal Dott. Roberts e dal suo staff.

## Episodi
| Stagione         | Episodi | Prima TV USA | Prima TV Italia |
| ---------------- | ------- | ------------ | --------------- |
| Prima stagione   | 6       | 2016         | inedita         |
| Seconda stagione | 14      | 2018         | inedita         |
| Terza stagione   | 8       | 2020         | inedita         |

## Personaggi e interpreti

### Personaggi principali
- Dott. Roberts (stagioni 1-3), interpretato da Jon Gries.
- Paziente 88 (stagioni 1-3), interpretato da Nick Rutherford.
- Ahmed (stagioni 1-3), interpretato da Ahmed Bharoocha.
- Randy Blink (stagioni 1-3), interpretato da Mark Proksch.
- T.E.R.R.Y. (stagioni 1-3), interpretato da Stephen Merchant.

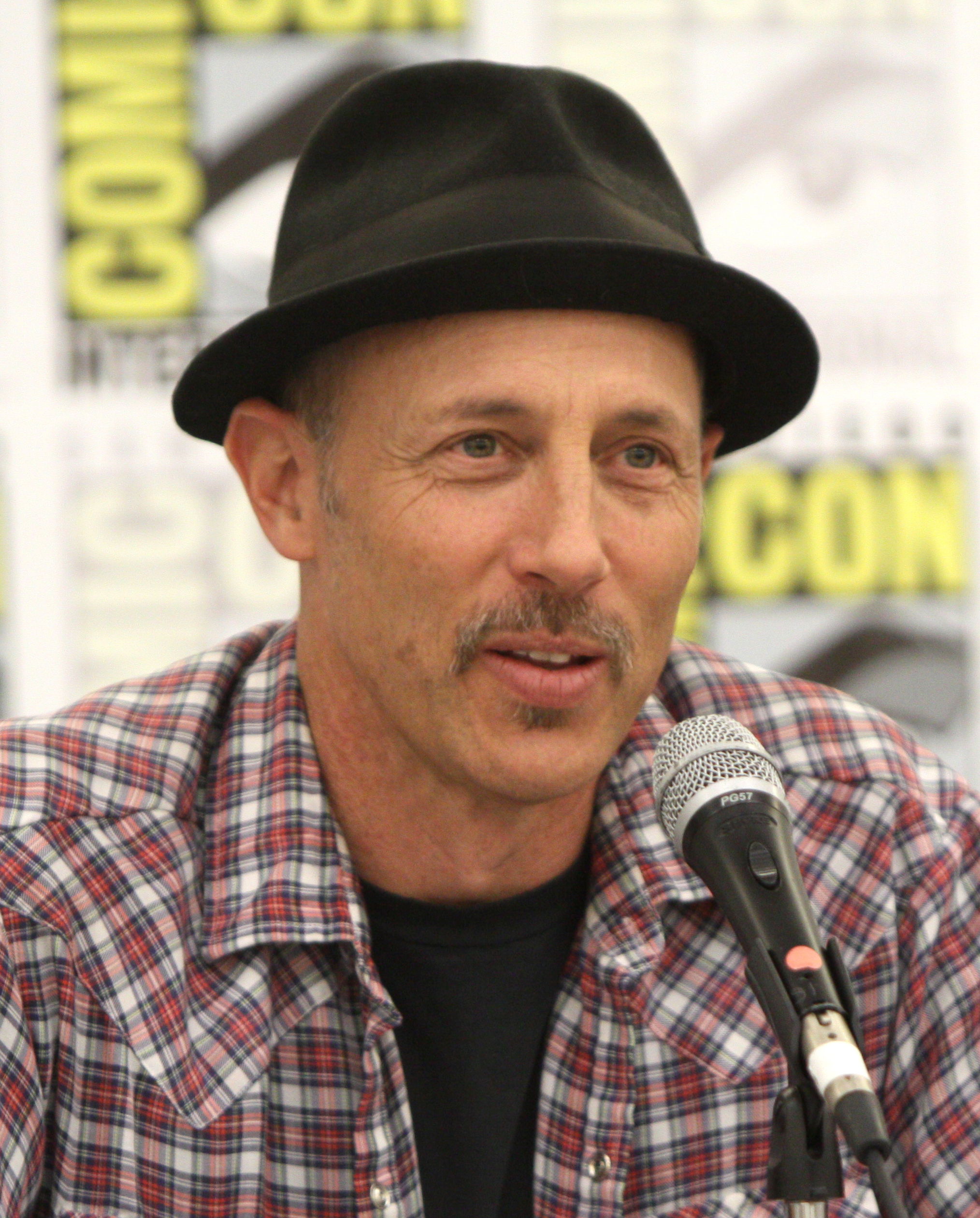
Jon Gries al San Diego Comic-Con nel 2011
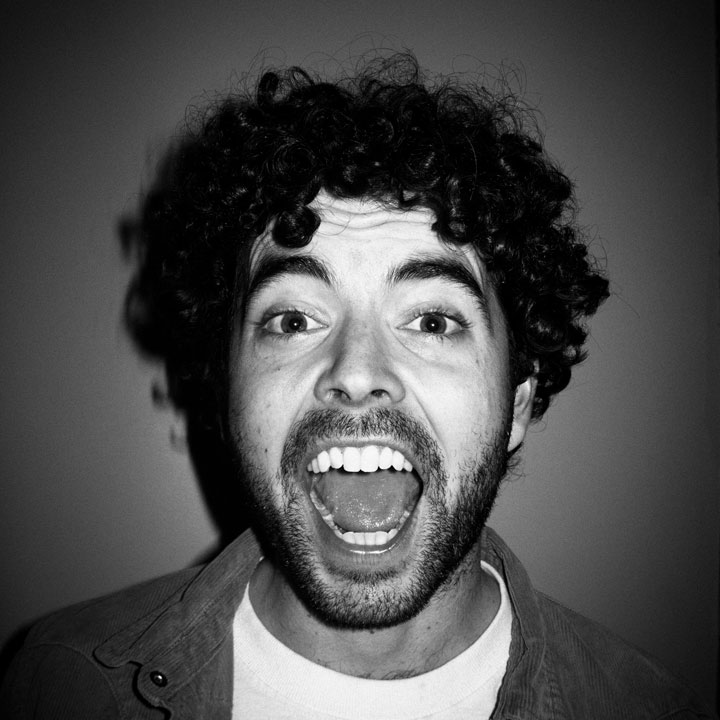
Nick Rutherford nel 2012
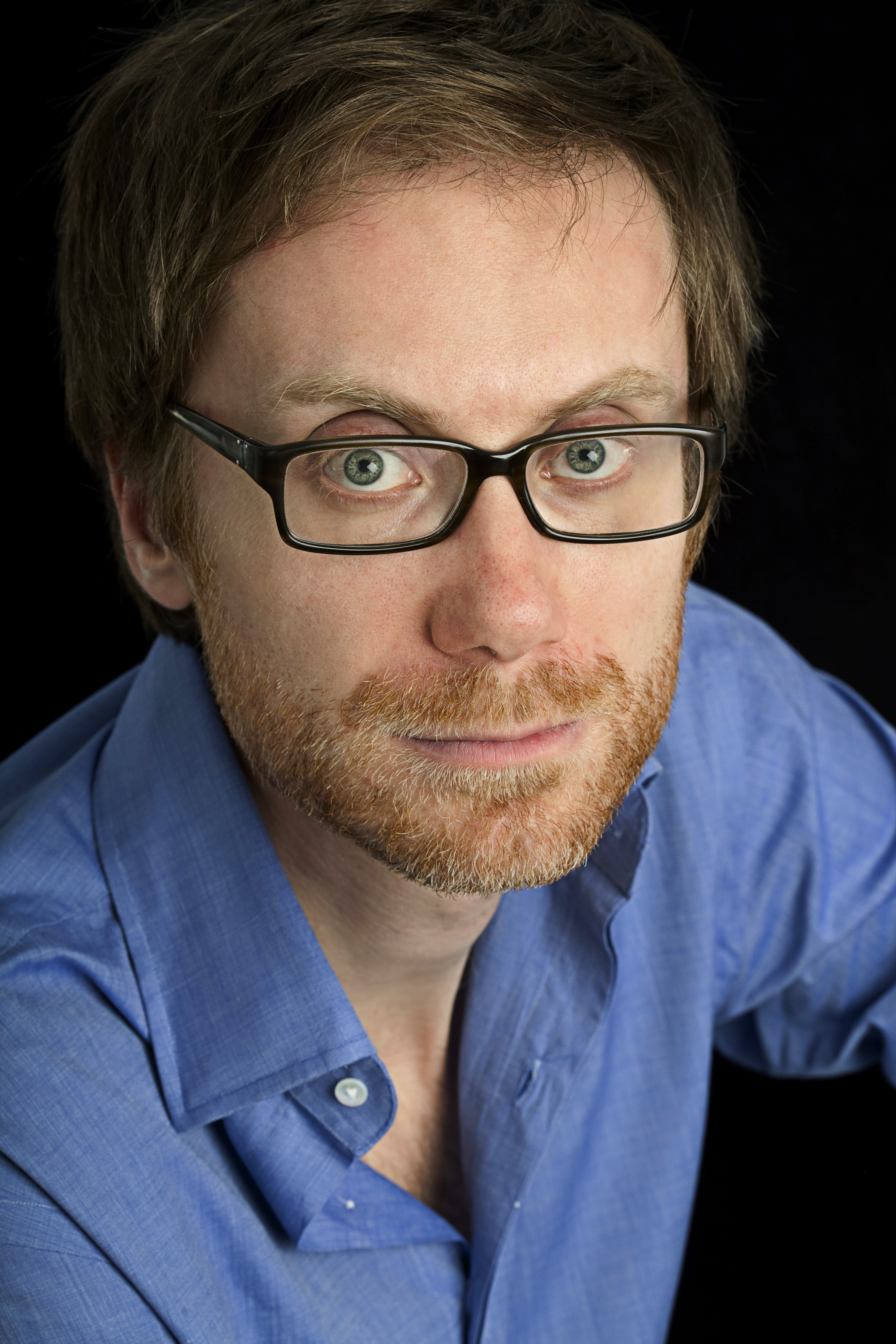
Stephen Merchant nel 2009

### Personaggi ricorrenti
- Joey (stagione 1), interpretato da Stephanie Allynne.
- Bea (stagione 2), interpretata da Megan Ferguson.
- Margot Daly (stagione 3), interpretata da Sunita Mani.

## Produzione
Creata da Daniel Stessen, già noto per aver scritto e diretto il cortometraggio The Gold Sparrow nel 2013, la serie è stata commissionata da Adult Swim inizialmente come un progetto basato su idea originale di Stessen verso maggio 2014. Per la serie, Adult Swim ha ordinata un'intera stagione da 6 episodi nel novembre 2015 e ha menzionato la trasmissione della stessa verso fine 2016. La serie è la prima su Adult Swim ad utilizzare il metodo del rotoscoping per raggiungere l'animazione. Questo processo è stato utilizzato anche nel cortometraggio di Stessen e nell'episodio pilota di Dream Corp LLC.